# یزدانداد پسر شاپور
یزدانداد پسر شاپور یکی از چهار تنی است «ابومنصور معمری» را در گردآوری شاهنامهٔ منثور یاری رساند. در پی دستور ابومنصور محمد بن عبدالرزاق به ابومنصور معمری برای یافتن «دهقانان، فرزانگان و جهان‌دیدگان شهرها» برای گردآوردن نامهٔ شاهان، یزدانداد به‌همراه ماخ پیر خراسانی، شادان برزین و ماهویه خورشید مبنای شاهنامهٔ منثور را پی ریختند.